# Institut Nacional d'Estadística i Informàtica
L'Institut Nacional d'Estadística i Informàtica (INEI) (en castellà: Instituto Nacional de Estadística e Informática, INEI) és una agència governamental del Perú que coordina, compila, i avalua informació estadística pel país. Des de 2009 el seu director és Renán Quispe Llanos.
Tal com s'indica al seu lloc web, l'INEI facilita la presa de decisions amb informació estadística de qualitat i l'ús de tecnologia de la informació que ajuden el desenvolupament de la societat.

## Cens
L'últim cens realitzat per l'INEI és el del 2005, realitzat entre el 18 de juliol fins al 20 d'agost d'aquell any. Els seus resultats preliminars van sortir a la llum pública el 30 de novembre de 2005 i els definitius el 20 de febrer de 2005. El cens anterior és el del 1993.

## Sistemes de codificació
En els seus informes, l'INEI fa servir la codificació estàndard per localització geogràfica (Ubicación Geográfica) i classificació d'activitats econòmiques (Clasificación Nacional de Actividades Económicas del Perú):
- UBIGEO
- ClaNAE